# Província de Xumen
La província de Xumen (en búlgar: Област Шумен) és una província al nord-est de Bulgària. La ciutat principal és Xumen, mentre que altres ciutats són Veliki Preslav, Kaspitxan, Kaolinovo, Varbitsa, Smiadovo, Venets, Pliska, Khitrino i Nikola Kozlevo.
La ciutat de Xumen és famosa a la regió pel Monument a 1.300 anys d'història de Bulgària. El monument és d'estil cubista amb 1.300 esglaons (cadascun representa un any) situat al centre de la ciutat. Altres llocs notables són la fortalesa de Xumen, la mesquita de Tombul i el parc nacional de Plato. El centre de la ciutat té un museu d'història, una biblioteca i un teatre. L'ajuntament, situat al centre, té una sala de concerts. A Xumen també hi ha la Cerveseria Xumensko. L'àrea al voltant de Xumen ha tingut un paper destacat en la història de Bulgària.
Xumen està situada a la ruta principal entre  Varna i Sofia i és travessada per trens i autobusos. La ciutat també està ben connectada amb Istanbul cosa que afavoreix a la comunitat turca de la regió.